# Carolyn Wood
Carolyn Wood (n. 18 decembrie 1945, Portland, Oregon, SUA) este o înotătoare americană, medaliată olimpică. A participat la o ediție a Jocurilor Olimpice (1960) în care a câștigat o medalie de aur.

## Participări
Lista de mai jos prezintă principalele competiții la care a participat Carolyn Wood de-a lungul carierei.
- swimming at the 1960 Summer Olympics – women's 4 × 100 metre freestyle relay[*]